# Сборник попа Драголя
Сборник попа Драголя — сербский пергаменный кодекс  смешанного содержания, датируемый от начала XIII до раннего XIV в.

## Создание
Надпись на 45 листе сообщает о том, что кодекс написал «презвитер Василие, а зовом поп Драголь». Письмо сборника является обиходным некаллиграфическим уставом, тяготеющим к сербским памятникам середины XIII в. Начертания некоторых букв неустойчивы и имеют значительное количество вариантов. В отношении правописания сборник является памятником старшей рашской орфографии, в отдельных текстах сохраняются следы более ранних зето-хумских норм, македонизмы и (или) русизмы (по поводу объема последних у исследователей нет единого мнения). Наличие в сборнике русизмов отражает присутствие в нем ряда текстов восточнославянского происхождения. Содержание и его «карманный» формат свидетельствуют, что рукопись скорее всего создавалась для личного пользования.

## История
Сборник был найден в 1875 г. в албанском селе близ города Шкодер и представлен для широкого изучения исследователем П. Сречковичем. В 1902 году рукопись была приобретена у владельца для Национальной библиотеки Сербии. В 1915 году, во время Первой мировой войны и австро-венгерской оккупации Сербии, рукопись пропала. В 1969 году рукопись была возвращена из ФРГ.

## Описание
Состав рукописи отличается большой пестротой и характеризует, с одной стороны, личные вкусы составителя и переписчика, с другой — репертуар южнославянской «низовой» книжности и интересы низшего духовенства, а также грамотных мирян XIII в. В сборнике преобладают неканонические памятники: апокрифы (в основном пророчества: «Видение пророка Даниила» и «Слово Ипполита Римского на толкование Даниила», «Слово Оупатиа (!) Ефесского о скончании века сего», «Пророческое сказание Пандеха», «Откровение Мефодия Патарского», «Откровение Варуха», цикл сказаний о крестном древе, «Сказание о двенадцати пятницах», «Видение пророка Исаии», «Беседа трёх святителей»), различного рода прогностики и гадательные тексты (несколько вариантов «Колядника», «Громника», «Лунника», «Зодейник» и «Число псалтырное» — собрание ответов для гадания по Псалтири с указанием номеров псалмов), молитвы-обереги от диавола и злого духа (в том числе приписанные святым Сисинию и архиепископу Николаю Мирликийскому), от сердечной болезни и укуса бешеного пса. Наряду с этим в сборнике представлены произведения против еретиков (анонимная переделка антибогумильской «Беседы» Козьмы Пресвитера), отдельные главы из «Златоструя», «Лествицы» Иоанна Синайского, сочинений прп. Максима Исповедника, Житие святого Нифонта, епископа Констанцского, «Чудо святого Георгия о змие», анонимные поучения духовно-нравственного характера, подборки епитимийно-канонических правил, вопросы-ответы и др. Наиболее поздний текст в рукописи, определяющий terminus ante quem в его датировке, — «Сказание Пандеха», относится исследователями к 1259 г.
Сборник содержит ряд текстов (переводных и оригинальных) либо древнерусского происхождения, либо испытавших древнерусское влияние (в большинстве случаев представляющие древнейшие списки памятников), что делает этот кодекс своеобразной антологией текстов «первого восточнославянского влияния». К их числу относятся «Притча о белоризце» св. Кирилла, еп. Туровского, моностихи («разумы») Менандра, «Откровение Мефодия Патарского», апокрифический цикл сказаний о крестном древе.